# Wojciech Krawczyk
Wojciech Krawczyk, pseud. Wojtas, DJ Wojti, HC DJ (ur. 19 grudnia 1970 w Łodzi, zm. 20 marca 2021) – polski muzyk i wokalista. W latach 1991–2000 lider zespołu Homomilitia. Był osobą otwarcie homoseksualną. W swoich utworach walczył z homofobią i nawoływał do zaprzestania dyskryminacji. Po zakończeniu działalności Homomilitii, został DJ-jem. Zmarł 20 marca 2021 w wyniku COVID-19. Został pochowany na cmentarzu Matki Bożej Nieustającej Pomocy przy ul. Szczecińskiej w Łodzi.

## Dyskografia
- Homomilitia / Unreleased Session
- Homomilitia / Forca Macabra – 7"EP split (Malarie Records)
- Homomilitia / Disclose – 7"EP split (Scream Records)
- 1996 Homomilitia – „Twoje ciało, twój wybór” – 12"LP (NNNW)